# 張綱維
張綱維（1970年1月14日—）是臺灣企業家、商人，曾任遠東航空董事長。

## 生平

### 樺福集團
張綱維主導的樺福集團旗下建設公司以接手、整建爛尾樓聞名。

## 遠東航空董事長

### 重整、入主遠東航空
2008年5月13日，遠東航空發生財務危機、暫停營業，經向法院聲請重整獲准。

2009年10月5日，由重整人「富理門公司」蔡慧玲律師與樺福集團張綱維董事長議定投資協議，引進樺福集團資金、由張接手經營遠航，遠航成功於2011年4月18日復航。

2015年10月1日經臺灣臺北地方法院裁定完成重整，並於2015年10月16日確定。遠東航空曾主要經營國內航線、兩岸航線以及區域國際航線。

### 遠航突然停飛
2019年12月12日，遠航無預警宣布停飛，董事長張綱維不知去向、並在群組發出「遺書」，僅留下遠航副總黃育祺、盧紀融出面向民眾道歉。
2020年1月，遠航遭交通部民用航空局廢止民用航空運輸業許可、註銷許可證及獲配航權。

### 涉嫌掏空遠東航空
2020年，張綱維遭爆涉嫌掏空遠航新台幣36億元。同年7月30日，台北地檢署偵查終結、依數十罪起訴、聲請羈押獲准。法院又於2020年10月30日、12月30日、3月1日裁定延押，張後於2021年2月24日獲裁定以新台幣8,000萬元現金加上律師新台幣2,000萬元保證書擔保後，准予停止羈押，並自2021年3月17日起限制出境、出海8個月。
張則否認犯「使公務員登載不實罪、行使偽造私文書罪、行使業務上登載不實文書罪、業務侵占罪、詐欺得利罪、背信罪、重整人對於職務上之行為虛偽陳述罪、公告申報財報不實罪、特別背信且其犯罪所得達1億元以上罪、以明知為不實之事項而填製會計憑證及記入帳冊罪、利用不正當方法致使財務報表發生不實結果罪、違法逃漏稅捐罪」等罪名。
而在2024年10月7日台北地方法院針對對張綱維強制處分召開調查庭，除了先前已裁定的限制出境、出海與限制住居外，另外裁定需要做進一步的電子監控。

## 個人生活
張與藝人韋汝曾於印尼峇里島舉行婚禮，但未於台灣登記結婚，兩人育有1子。